# Bradley Wilson
Bradley Wilson (Butte (Montana), 5 juni 1992) is een Amerikaanse freestyleskiër die is gespecialiseerd op het onderdeel moguls. Hij is de jongere broer van freestyleskiër Bryon Wilson. Wilson nam deel aan de Olympische Winterspelen 2014 in Sotsji en op de Olympische Winterspelen 2018 in Pyeongchang.

## Carrière
Bij zijn wereldbekerdebuut, in december 2011 in Ruka, eindigde scoorde Wilson met een negende plaats direct wereldbekerpunten. De Amerikaan werd in maart 2012 in Valmalenco wereldkampioen bij de junioren op het onderdeel moguls. Op 2 februari 2013 stond hij in Deer Valley voor de eerste keer op het podium van een wereldbekerwedstrijd. Op 24 februari 2013 boekte Wilson in Inawashiro zijn eerste wereldbekerzege. Op de wereldkampioenschappen freestyleskiën 2013 in Voss eindigde de Amerikaans als achtste op het onderdeel moguls en als 22e op het onderdeel dual moguls. Tijdens de Olympische Winterspelen van 2014 in Sotsji eindigde hij als twintigste op het onderdeel moguls.
Op de wereldkampioenschappen freestyleskiën 2017 in de Spaanse Sierra Nevada veroverde Wilson de zilveren medaille op het onderdeel dual moguls, op het onderdeel moguls eindigde hij op de vijfde plaats. Tijdens de Olympische Winterspelen van 2018 in Pyeongchang eindigde de Amerikaan als achttiende op het onderdeel moguls.
In Park City nam hij deel aan de wereldkampioenschappen freestyleskiën 2019. Op dit toernooi sleepte hij de zilveren medaille in de wacht op het onderdeel dual moguls, op het onderdeel moguls eindigde hij op de zeventiende plaats.

## Resultaten

### Olympische Winterspelen
| Jaar | Plaats      | Resultaten |
| ---- | ----------- | ---------- |
| 2014 | Sotsji      | 20e Moguls |
| 2018 | Pyeongchang | 18e Moguls |

### Wereldkampioenschappen
| Jaar | Plaats        | Resultaten                |
| ---- | ------------- | ------------------------- |
| 2013 | Voss          | 22e Dual Moguls 8e Moguls |
| 2017 | Sierra Nevada | Dual Moguls · 5e Moguls   |
| 2019 | Park City     | Dual Moguls · 17e Moguls  |

### Wereldbeker
Eindklasseringen
| Seizoen   | Algm | MO  |
| --------- | ---- | --- |
| 2011/2012 | 25e  | 7e  |
| 2012/2013 | 14e  | 4e  |
| 2013/2014 | 14e  | 4e  |
| 2015/2016 | 56e  | 12e |
| 2016/2017 | 41e  | 7e  |
| 2017/2018 | 41e  | 8e  |
| 2018/2019 | 26e  | 7e  |
| 2019/2020 | 85e  | 17e |

Wereldbekerzeges
| Datum            | Plaats     | Onderdeel   |
| ---------------- | ---------- | ----------- |
| 24 februari 2013 | Inawashiro | Dual Moguls |
| 1 maart 2014     | Inawashiro | Moguls      |
| 27 februari 2016 | Tazawako   | Moguls      |